# Liste der Stolpersteine in Bullay
Die Liste der Stolpersteine in Bullay enthält die Stolpersteine, die im Rahmen des gleichnamigen Kunst-Projekts von Gunter Demnig in Bullay verlegt wurden. Mit ihnen soll an die Opfer des Nationalsozialismus erinnert werden, die in Bullay lebten und wirkten.

## Liste der Stolpersteine
| Adresse            | Name        | Inschrift                                                                                          | Verlegedatum  | Bild | Anmerkung |
| ------------------ | ----------- | -------------------------------------------------------------------------------------------------- | ------------- | --- | --------- |
| Bahnhofstraße 24 · | Gustav Harf | Hier wohnte Gustav Harf Jg. 1872 deportiert 1942 Theresienstadt 1942 Treblinka ermordet            | 23. Juni 2016 | Bild gesucht Der Benutzer GeorgDerReisende ( Diskussion ) wünscht sich an dieser Stelle ein Bild vom Ort mit diesen Koordinaten 50.054822 7.132586 . Motiv: Stolpersteine für Familie Harf Falls du dabei helfen möchtest, erklärt die Anleitung , wie das geht. BW |           |
| Bahnhofstraße 24 · | Lina Harf   | Hier wohnte Lina Harf geb. Bermann Jg. 1884 deportiert 1942 Theresienstadt 1942 Treblinka ermordet | 23. Juni 2016 | |           |
| Bahnhofstraße 24 · | Arthur Harf | Hier wohnte Arthur Harf Jg. 1905 Flucht 1935 Brasilien                                             | 23. Juni 2016 | |           |
| Bahnhofstraße 24 · | Julius Harf | Hier wohnte Julius Harf Jg. 1899 Flucht 1937 USA                                                   | 23. Juni 2016 | |           |
| Bahnhofstraße 24 · | Ida Harf    | Hier wohnte Ida Harf Jg. 1900 Flucht 1937 USA                                                      | 23. Juni 2016 | |           |
| Bahnhofstraße 24 · | Walter Harf | Hier wohnte Walter Harf Jg. 1928 Flucht 1937 USA                                                   | 23. Juni 2016 | |           |
| Bahnhofstraße 24 · | Inge Harf   | Hier wohnte Inge Harf Jg. 1926 Flucht 1937 USA                                                     | 23. Juni 2016 | |           |